# Festival de la Guitarra de Córdoba

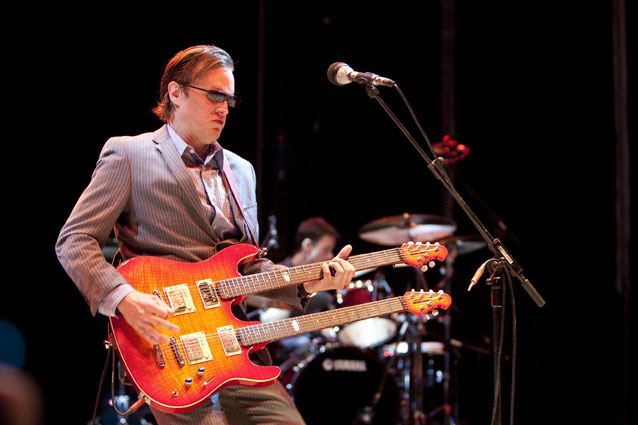
Joe Bonamassa en el Festival de la Guitarra de Córdoba

El Festival de la Guitarra de Córdoba (también referido en inglés como Cordoba Guitar Festival) es un festival internacional que se celebra anualmente en el mes de julio en la ciudad de Córdoba (España).
El evento, que se extiende normalmente durante dos semanas, consiste en la celebración de conciertos dedicados a todos los tipos de guitarra (flamenca, clásica, eléctrica, acústica). Asimismo, cuenta con un amplio programa formativo y con conferencias sobre historia de la guitarra, mesas redondas... También organiza exposiciones dedicadas al instrumento y presentaciones de diferentes libros y catálogos.
En sus más de tres décadas de historia, el Festival de la Guitarra de Córdoba ha contado con guitarristas internacionales tales como Gary Moore, Bob Dylan, Mark Knopfler, Pat Metheny, Joe Bonamassa, Larry Coryell, Carlos Santana, John McLaughlin, Víctor Pellegrini, Joe Satriani, John Fogerty, John Mayall, entre muchos otros; y de artistas españoles de amplia trayectoria como Paco de Lucía, Vicente Amigo o Tomatito, además de la participación de varias orquestas como la Joven Filarmonia Leo Brower

## Historia del Festival
"Un grupo variopinto de unas quince o veinte personas, sentados como podemos en la gradilla, o sobre el suelo mismo de la Plaza del Potro, o en improvisados asientos de cualquier tipo, goza de un ambiente alegre, tranquilo, cálido y relajado; un ambiente que deja entrever en no pocos de los presentes algo de cansancio y al mismo tiempo satisfacción por el trabajo realizado ese día. Se trata en su mayoría de muchachos y muchachas de distintos países que han venido a Córdoba con objeto de participar en los cursos intensivos de guitarra que estamos realizando en la Posada del Potro, a los que se unen algunos cordobeses amigos, algunos familiares míos y vecinos de la plaza que se han ido agregando, atraídos por las guitarras, las canciones y también, quizás, el vino que nunca se acaba, de la bodega abierta de par en par de mi amigo Enrique Santos".
Así narra el guitarrista Paco Peña los inicios del Festival de la Guitarra de Córdoba, que nació en 1981 después de que el reconocido guitarrista cordobés fundara en la ciudad de la Mezquita el centro flamenco que lleva su nombre, que se inauguró con el I Encuentro Flamenco al que asistieron numerosos alumnos de todo el mundo, convirtiéndose así en el primer director del festival.
Años más tarde, con el Festival ya consolidado, el Ayuntamiento de Córdoba y, más concretamente, Gran Teatro se hizo cargo del festival, siendo quien actualmente lo organiza.

## Escenarios

### Gran Teatro
El Gran Teatro de Córdoba, propiedad de Pedro López Morales, comenzó a construirse en 1871. Obra del arquitecto Amadeo Rodríguez, se inauguró el 13 de abril de 1873 con la puesta en escena de la ópera Marta del autor alemán del romanticismo Von Flotow, interpretada por la compañía Marimón. Actualmente, tras su última remodelación interna mantiene su estructura original de teatro a la italiana con sala en forma de herradura y contiene un aforo algo más limitado que antes; en estos momentos cuenta con 946 localidades distribuidas en patio de butacas, plateas, palco, anfiteatro y paraíso (coloquialmente conocido como gallinero).

### La Axerquía
El Teatro de la Axerquía es un espacio escénico al aire libre construido en 1969 según un proyecto presentado por el arquitecto municipal José Rebollo, que seguía la idea de un teatro-jardín acomodado al terreno. Tras unos años de abandono, fue reinaugurado en 2007 con capacidad para 3.500 espectadores.

### Góngora
El cine Góngora, también conocido por Teatro Góngora, aunque nunca tuvo ese nombre, es un teatro de Córdoba (España) construido entre los años 1929 y 1932 y diseñado por el arquitecto madrileño Luis Gutiérrez Soto. El edificio, que estaba cerrado al público, fue adquirido por el Ayuntamiento en 2004 y volvió a abrir sus puertas en 2011. Tras la remodelación, el teatro cuenta en la planta baja con una sala de representaciones con un aforo para 700 personas, y en la terraza, donde se encontraba el cine de verano, capacidad para 350 personas.